# 小行星3178
小行星3178（3178 Yoshitsune）是一颗围绕太阳公转的小行星。1984年11月21日，鈴木憲藏、浦田武在丰田市发现了此天体。
該小行星以日本平安時代武士源義經命名。
这颗小行星的绝对星等为242.46508等。